# بستان مقدس

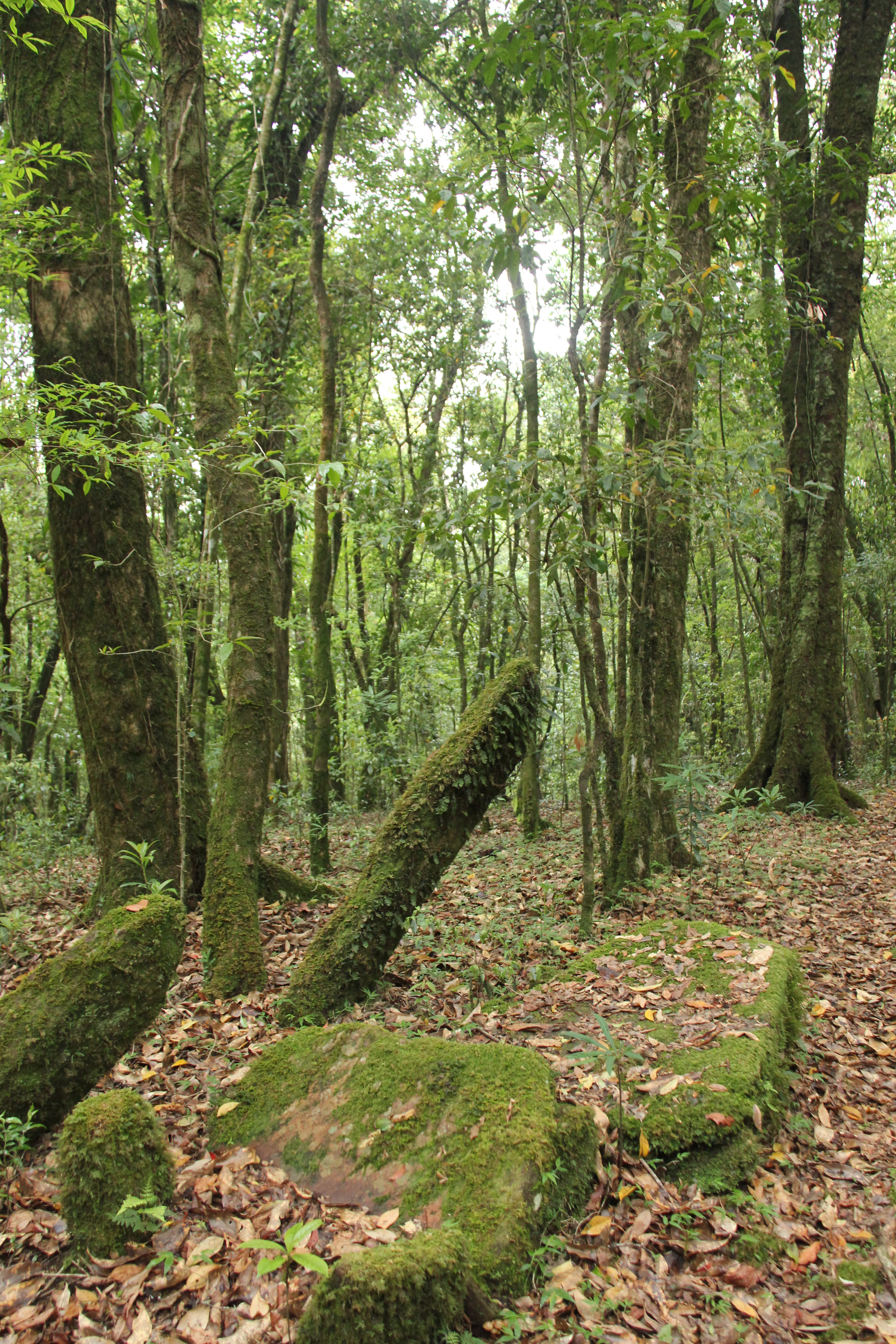

البستان المقدس أو الغابة المقدسة هي أي بستان من الأشجار ذو أهمية دينية خاصة لثقافة معينة. تنتشر البساتين المقدسة في ثقافات مختلفة حول العالم. كانت هذه البساتين سمات مهمة في المشاهد الأسطورية وممارسات العبادة في الوثنية الكلتية وشعوب البلطيق والوثنية الجرمانية والديانة الإغريقية والشرق الأدنى القديم والديانة الرومانية القديمة والديانة السلافية متعددة الآلهة؛ ومازالت هذه السمات موجودة في بعض المواقع مثل الهند واليابان وغرب أفريقيا.
من الأمثلة على البساتين المقدسة: «تيمينوس» اليوناني الروماني والأشجار والبساتين المقدسة في الوثنية الجرمانية وأساطيرها، و«نيميتون» الكلتي، الذي كان مرتبطاً إلى حد كبير، ولكن ليس حصرا، مع الممارسة الدرويدية. كانت هناك ممارسة شائعة تهدف إلى بناء الكنائس في مواقع البساتين المقدسة خلال الحملات الصليبية الشمالية. تعتبر لاكوتا والعديد من قبائل أمريكا الشمالية بعض الغابات المعينة أو المعالم الطبيعية الأخرى مناطق مقدسة. تُعرف الأشجار الفردية التي يعتبرها المجتمع ذات أهمية دينية بالأشجار المقدسة.

## في التاريخ

### روما واليونان القديمتان
كان بستان البلوط في دودونا أكثر البساتين المقدسة شهرة في اليونان. خارج أسوار أثينا كان موقع الأكاديمية الأفلاطونية بستاناً مقدساً من أشجار الزيتون، ولايزال يُذكر في عبارة «بساتين الأكاديمية».
تتذكر بلدة نيمي اللاتينية في وسط إيطاليا، أريسينوم أو ما يُعرف بـ «بستان أريكتشيا»، وهو بلدة صغيرة تقع على مسافة مساوية لربع طول الطريق حول البحيرة. في العصور القديمة، لم تكن هناك بلدة ولكن كان البستان موقعاً لأحد أشهر العبادات والمعابد الرومانية: كنيسة «ديانا نيمورينسيس»، والتي كانت محور دراسة «الغصن الذهبي» التي تُعتبر بذرة عمل السير جيمس فريزر الأساسي في أنثروبولوجيا الدين.
بقي البستان المقدس خلف منزل عذارى فيستال على حافة المنتدى الروماني حتى احترقت بقاياه الأخيرة في حريق روما الكبير عام 64 م.
في أواخر القرن الثالث قبل الميلاد في بلدة سبوليتو في أومبريا، نجا حجران منقوشان باللاتينية القديمة، بسبب العقوبات المفروضة على تدنيس الغابات المخصصة للإله جوبيتر؛ يُحفظ هذان الحجران اليوم في المتحف الأثري الوطني في سبوليتو.
لوكوس بيزورينسيس، هو البستان المقدس في بيزارو في إيطاليا؛ اكتشفه البطريرك أنيبال ديغلي أباتي أوليفيري في عام 1737 بين الأراضي التي امتلكها على طول «الطريق المحرم» خارج بيزارو. يُعتبر هذا البستان المقدس موقع أحجار بيزارو المنذرة، وقد تم تخصيصه لـسالوس، شبه الإلهة الرومانية القديمة للرفاه.
وُجد في مدينة ماسيليا -وهي مستعمرة يونانية- بستان مقدس قريب منها لدرجة أن يوليوس قيصر قد قطعها لتسهيل حصاره. في القصيدة الملحمية الرومانية «فارساليا»، صوّر الشاعر لوكان هذا البستان على أنه مكان لا يمكن لأشعة الشمس الوصول إليه بسبب فروع الأشجار، حيث لم يعش أي حيوان أو طائر ولم تهب الرياح، بل كانت الفروع تتحرك بمفردها؛ وقد قُدّمت التضحية البشرية بشكل واضحة كمحاولة لتهويل الموقف وصرف الانتباه عن السرقة التي ينطوي عليها تدمير هذا البستان.

### الشرق الأدنى القديم
يوجد ذكران لهذا التقليد في الكتاب المقدس:
وغرس إبراهيم أثلاً في بئر سبع، ودعا هناك باسم الرب الإله السرمدي.
-       سفر التكوين 21: 33
وهدم بيوت المابونين التي عند بيت الرب، حيث كانت النساء ينسجن بيوتاً للسارية.
-       سفر الملوك الثاني 23: 7
كشفت الحفريات في لابراوندا عن ضريح كبير يفترض أنه ضريح زيوس ستراتيوس الذي ذكره هيرودوت، باعتباره بستاناً كبيراً مقدساً من أشجار الدلب المقدسة في اللغة الكاريانية. في سوريا، كان هناك بستان مقدس لأدونيس في أفقا.

### الوثنية الجرمانية
تملك الأشجار دوراً مميزاً في الوثنية والأساطير الجرمانية، سواء كأفراد (أشجار مقدسة) أو كمجموعات (بساتين مقدسة). يُلاحظ الدور الرئيسي للأشجار في الديانة الجرمانية في التقارير المكتوبة المبكرة عن الشعوب الجرمانية، فقد صرح المؤرخ الروماني تاسيتوس بأن ممارسات العبادة الجرمانية انحصرت في البساتين بدلاً من المعابد.
يرى العلماء أن التضرّع والشعائر التي تحدث عند الأشجار الفردية مستمدة من الدور الأسطوري لشجرة العالم، إغدراسيل؛ كما أن أدلة علم الأعلام وبعض الأدلة التاريخية تربط بين الآلهة الفردية والأشجار الفردية. حتّى بعد التنصير (اعتناق المسيحية)، تستمر الأشجار بلعب دور مهم في المعتقدات الشعبية للشعوب الجرمانية.

## حالياً

### غانا
تتواجد البساتين المقدسة في غانا أيضاً. ويُعدّ بستان بوييم المقدس من أشهر البساتين المقدسة في غانا، بالإضافة إلى العديد من البساتين المقدسة الأخرى الموجودة في منطقة بلدية تيكيمان والمناطق القريبة من منطقة برونغ آهافو.
توفر هذه البساتين ملجأً للحياة البرية المبادة في المناطق القريبة منها، ويضم أهم بستان مقدس في غانا ضمن الكهوف الموجودة فيه أكثر من 20,000 خفاش من خفافيش الفاكهة. احتوت عاصمة إمبراطورية غانا التاريخية على بستان مقدس يسمى «الغابة» من أجل أداء شعائر شعب السننكي الدينية.
تشتمل البساتين المقدسة الأخرى في غانا على البساتين المقدسة الموجودة على طول السافانا الساحلية في غانا. وُضعت العديد من البساتين المقدسة في غانا تحت الحماية الفيدرالية حالياً، مثل «بستان أنويم المقدس» في محمية غابات إيسوكاوكاو؛ ومن بين البساتين المقدسة الأخرى المعروفة في غانا حالياً، بستان مالشيغو المقدس في شمال غانا، وهو أحد آخر الغابات الظليلة المغلقة في مناطق السافانا؛ بالإضافة إلى بستان جاكي المقدس.

### اليابان
ترتبط البساتين المقدسة في اليابان عادة بأضرحة جينجا، وتقع في جميع أنحاء اليابان. وُجدت هذه البساتين منذ العصور القديمة وغالباً ما يتم بناء الأضرحة في خضم بساتين ما قبل الوجود. يتم تبجيل شجرة السرو الياباني في معتقدات شينتو، وتعتبر مقدسة.
تُعتبر المنطقة المشجرة التي تبلغ مساحتها 20 هكتار، والمرتبطة بضريح أتسوتا في أتسوتا-كو في ناغويامن، من بين البساتين المقدسة المرتبطة بالجينجا أو أضرحة الشنتو. وقد أُعلنت أيضاً الغابة التي تبلغ مساحتها 1500 هكتار والمرتبطة بضريح كاشيما «كمنطقة محمية» في عام 1953. يُعتبر هذا البستان اليوم جزءاً من منطقة محمية كاشيما للحياة البرية. تشمل الغابة أكثر من 800 نوع من الأشجار والحياة النباتية والحيوانية المتنوعة.
يُعتبر مصطلح «غابة البلوط» المصطلح العام للمنطقة الحرجية المرتبطة بضريح كامو، وهو ضريح من أضرحة الشنتو، موجود بالقرب من ضفاف نهر كامو في شمال شرق كيوتو. يشمل نطاق الغابة اليوم نحو 12.4 هكتار، ويُحافظ عليها كموقع تاريخي وطني. أُضيف معبد كاميغامو وضريح شيموغامو، إلى جانب المعالم التاريخية الأخرى في كيوتو القديمة (مدن كيوتو وأوجي وأوتسو)، إلى قائمة مواقع التراث العالمي منذ عام 1994.

### تايلاند
من المعروف أن البساتين المقدسة المرتبطة مجملاً بالمعتقدات الشعبية التايلاندية، موجودة في تايلاند منذ العصور الوسطى. في الآونة الأخيرة، حُدّدت مناطق جديدة باعتبارها أماكن مقدسة كنوع من الحراك البيئي.

### الولايات المتحدة الأمريكية
تعتبر قبيلة لاكوتا ومختلف قبائل أمريكا الشمالية بعض الغابات أو المعالم الطبيعية الأخرى، أماكن مقدسة. ويُعتبر هذا الأمر أحد الأسباب التي أدت إلى نشوء نزاع حديث حول إلغاء الاعتراف بأراضي محمية الأمريكيين الأصليين من قبل حكومة الولايات المتحدة الأمريكية، ومحاولة تعويض الأمريكيين الأصليين لاستعادة هذه المساحة المقدسة.
يقع «البستان البوهيمي» في الجادة البوهيمية 20601، في مونت ريو في كاليفورنيا؛ وهو بستان مقدس ينتمي إلى نادي فني للرجال يقع في سان فرانسيسكو ويُعرف باسم «النادي البوهيمي». يستضيف البستان البوهيمي في منتصف شهر يوليو من كل عام معسكراً مدته أسبوعين إلى ثلاثة أسابيع، ويتضمن المعسكر بعض أقوى الرجال في العالم من أجل تأدية طقوس رمزية، مثل عرض «سيرميشن أوف كير» المسرحي.